# Jordan Pickford
Jordan Lee Pickford (* 7. März 1994 in Washington, Tyne and Wear) ist ein englischer Fußballspieler. Der Torwart steht beim FC Everton unter Vertrag und spielt für die englische Nationalmannschaft.

## Karriere
Pickford kam in Washington im nordostenglischen Metropolitan County Tyne and Wear zur Welt und besuchte dort die St Robert of Newminster Secondary School. Sein älterer Bruder Richard Logan ist ein ehemaliger Fußballspieler für den FC Darlington.

### Vereine
Pickford trat 2002 im Alter von acht Jahren dem AFC Sunderland bei und durchlief die Nachwuchsabteilung des Vereins. 2011 unterschrieb er dort seinen ersten Profivertrag. Nach etlichen Leihgeschäften war er in der Spielzeit 2016/17 Stammtorhüter in Sunderland und absolvierte 29 Spiele in der Premier League. Zur Saison 2017/18 wechselte Pickford für die vereinsinterne Rekordablösesumme von 25 Millionen Pfund zum Ligakonkurrenten FC Everton.

### Nationalmannschaft
Pickford durchlief seit der U16 alle englischen Juniorennationalmannschaften. Mit der U21-Auswahl nahm er an der Europameisterschaft 2017 in Polen teil.
Am 10. November 2017 debütierte Pickford beim 0:0 im Freundschaftsspiel gegen Deutschland in der englischen A-Nationalmannschaft. Er erreichte mit dem Team bei der Weltmeisterschaft 2018 in Russland den vierten Platz.
Im Sommer 2021 wurde der Torwart in den englischen Kader für die EM 2021 berufen, mit dem er das Finale gegen Italien im Elfmeterschießen im heimischen Wembley-Stadion verlor. Pickford hielt dabei die Elfmeter der italienischen Schützen Andrea Belotti und Jorginho. Darüber hinaus gelang es dem 27-Jährigen, bis zum Halbfinale ohne Gegentor zu bleiben, was nicht einmal dem Spieler des Turniers, Italiens Gianluigi Donnarumma, gelungen war.
Im Jahr 2022 wurde Pickford in den englischen Kader für die Fußball-WM in Katar berufen, wie auch für die UEFA EURO 2024 in Deutschland.